# Prašumska klima
Prašumska klima (Af) podtip je  tropske klime. Karakteristična je za prostor oko ekvatora do 10°-12° geografske širine. Zbog visokih temperatura i obilja padalina, pogodna je za razvoj prašuma tj. tropskih kišnih šuma. 
Prašume se dijele na takozvane "katove", a čine vazdazeleno drveće (koje je katkad više od 50 m), lijane, puzavice, paprati, cvjetnice i mahovine. Zrak je vlažan i zagušljiv zbog stalnog truljenja biljnog svijeta. Bujno raslinje stanište je mnogobrojnim vrstama, a dominiraju primati i ptice. Karakteristika ove klime je da su dnevne amplitude nekoliko puta veće od godišnjih. Prosječna količina kiše iznosi 2500 mm. Kiša je svakodnevna pojava, a obično pada oko podneva ili ranog poslijepodneva.[nedostaje izvor] Iako nema suhog perioda, kiša nije jednako raspoređena pa tijekom godine postoje 1 ili 2 maksimuma, ili 1 ili 2 minimuma kiše. Visoke temperature uvjetuju nastanak konvekcijskih padalina. U ovim se klimama javljaju tropski cikloni. 

## Rasprostanjenost
U Latinskoj Americi – dijelovi Amazonije i atlantske obale Brazila (oko Bahije i Santosa), pacifička obala Kolumbije i sjevernog Ekvadora, Mali Antili i karipska obala Srednje Amerike.
U Africi – središnji dio bazena Konga i dijelovi obale Gvinejskog zaljeva te istočni Madagaskar.
U Aziji – južna Šri Lanka, na Malajskom poluotoku, Sumatri, Borneu, dijelovima Jave, Sulawesiju, Filipinima i na većem dijelu Nove Gvineje.Velika vlažnost.